# Avenue d'Iéna
Avenue d'Iéna är en gata i Paris sextonde arrondissement. Den har fått sitt namn efter pont d'Iéna.

## Byggnader längs med avenue d'Iena
- n°4 Irans ambassad i Paris[1]
- n°17 Goethe-Institut Paris[2]
- n°34 Bureau International des Expositions[3]
- n°78 Azerbajdzjans ambassad i Paris[4]